# Football Club Legnano 1918-1919
Questa pagina raccoglie le informazioni riguardanti il Football Club Legnano nelle competizioni ufficiali della stagione 1918-1919.

## Stagione

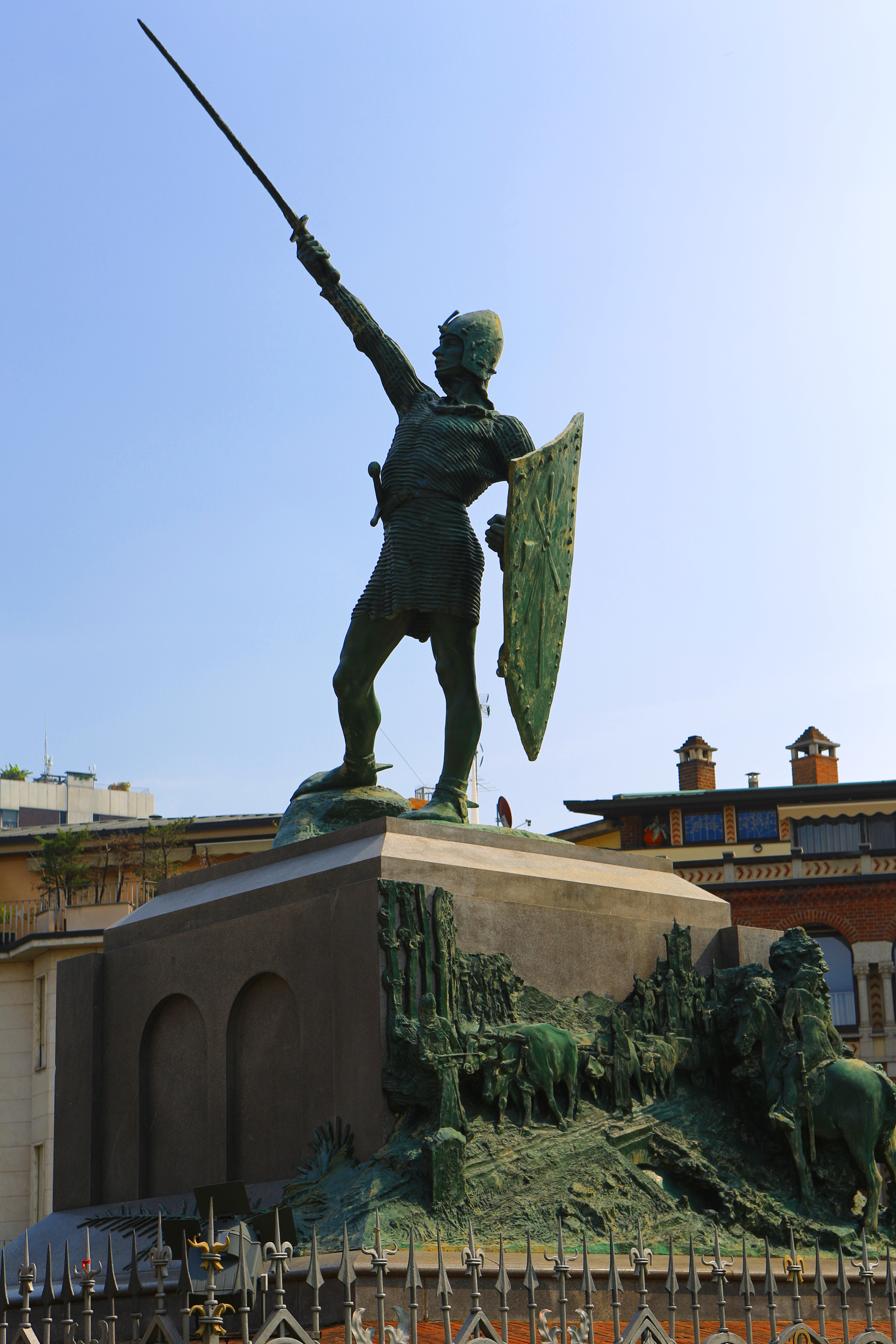
Il Monumento al Guerriero di Legnano, davanti al quale il 24 marzo 1919 i tifosi lilla bruciarono per protesta alcune copie della Gazzetta dello Sport

L'attività federale della stagione 1918-1919 continua ad essere sospesa per la partecipazione dell'Italia al primo conflitto mondiale, che termina nel novembre del 1918 a campionato appena avviato. Il Legnano partecipa a tornei organizzati da società affiliate alla F.I.G.C., arrivando 2º alla Coppa Giuriati e alla Targa Burba (riservata a squadre giovanili), e giungendo 4º nella Coppa Biffi. I Lilla vincono la Coppa Mauro, che è classificata come torneo lombardo di prima categoria. Grazie a questo successo, la squadra è ammessa, per il primo campionato postbellico, in Prima Categoria, massimo livello della piramide calcistica italiana dell'epoca.
Per partecipare alla stagione 1918-1919 la rosa del Legnano viene rinforzata dall'arrivo di alcuni giocatori di alto livello; tra essi, quello più promettente, è Attilio Gerola. Ciò permette ai Lilla di vincere brillantemente, come già accennato, la Coppa Mauro, competizione a cui partecipano le squadre lombarde più blasonate. Tra i risultati degni di nota ci sono le vittorie su Milan e Inter con un punteggio, rispettivamente, di 6 a 2 e 5 a 2 per i Lilla. Il Legnano sconfigge l'Inter, questa volta per 3 a 1, anche nella Coppa Giuriati.
Grazie a queste vittorie, la notorietà dei lilla cresce notevolmente. A margine della Coppa Mauro accade un episodio particolare: nella settimana successiva alla vittoria del Legnano sull'Inter per 5 a 2, il 24 marzo 1919, la Gazzetta dello Sport assegna - sulle proprie colonne - il successo ai nerazzurri. I tifosi lilla protestano veemente e si riuniscono in un sit-in in piazza Monumento, dove bruciano alcune copie del giornale sotto il monumento al Guerriero di Legnano. Il giorno successivo la testata giornalistica si scusò rettificando l'errore.

## Divise
| Casa |

## Organigramma societario
Area direttiva
- Presidente: sen. Antonio Bernocchi

Area tecnica
- Commissione tecnica: Primo Colombo, Adamo Bonacina e Giuseppe Venegoni

## Rosa
| N. |                     | Ruolo | Calciatore      |
| -- | ------------------- | ----- | --------------- |
|    | Italia (bandiera)   | P     | Angelo Cameroni |
|    | Italia (bandiera)   | D     | Luigi Barbesino |
|    | Italia (bandiera)   | D     | Bonansea        |
|    | Italia (bandiera)   | D     | Osvaldo Colombo |
|    | Italia (bandiera)   | D     | Primo Colombo   |
|    | Svizzera (bandiera) | D     | Indermühle      |
|    | Italia (bandiera)   | D     | Luigi Pirovano  |
|    | Italia (bandiera)   | C     | Rossi (I)       |
|    | Italia (bandiera)   | C     | Chiappa         |

| N. |                   | Ruolo | Calciatore        |
| -- | ----------------- | ----- | ----------------- |
|    | Italia (bandiera) | C     | Genovese          |
|    | Italia (bandiera) | C     | Attilio Gerola    |
|    | Italia (bandiera) | C     | Eusebio Sarasso   |
|    | Italia (bandiera) | C     | Pierino Sodano    |
|    | Italia (bandiera) | A     | Mario Crespi      |
|    | Italia (bandiera) | A     | Achille Malaspina |
|    | Italia (bandiera) | A     | Attilio Marcora   |
|    | Italia (bandiera) | A     | Silvio Raso       |
|    | Italia (bandiera) | A     | Italo Rossi       |

## Risultati

### Coppa Giuriati

#### 1º turno (a eliminazione diretta)
| Arbitro: | Crivelli (Milano) |

|                                                                                      |           |                   |
| Rossi I 5’, 30’, 46’, 60’, 70’ Bonansea 25’ Sodano 25’, 50’, 62’ Pirovano 55’ (rig.) | Marcatori | 40’, 45’ Boiocchi |

#### Girone finale
Il Legnano osserva il turno di riposo alla 1ª giornata il 13 ottobre 1918
| Arbitro: | Crivelli (Milano) |

|                               |           |                     |
| Sodano 25’, 50’ Malaspina 55’ | Marcatori | 85’ (rig.) Bachmann |

| Arbitro: | Crivelli (Milano) |

|                                    |           |                      |
| Cevenini V 35’, 67’ Cevenini I 50’ | Marcatori | 25’ Sodano 85’ Rossi |

### Coppa Biffi
| Arbitro: | Brambilla (Milano) |

|                                                             |           |                                     |
| Sodano 3’, 5’, 14’ Barbesino 15’, 77’ Marcora 71’ Rossi 75’ | Marcatori | ?’, ?’ Boiocchi ?’ (rig.) Regazzoni |

| Arbitro: | ? |

|                     |           |  |
| ? ?’ ? ?’ ? ?’ ? ?’ | Marcatori |  |

| Arbitro: | Barnabò (Milano) |

|                        |           |           |
| Pasqualetto 42’ (rig.) | Marcatori | 4’ Sodano |

| Arbitro: | Crivelli (Milano) |

|            |           |                                            |
| Sodano 16’ | Marcatori | Conti 26’, 36’ Aebi 44’, 46’ Menchetti 89’ |

| Arbitro: | Crivelli (Milano) |

|                |           |  |
| Cevenini V 52’ | Marcatori |  |

### Coppa Mauro

#### Girone d'andata
| Arbitro: | Crivelli (Milano) |

|                 |           |  |
| Pasqualetto 58’ | Marcatori |  |

| Arbitro: | Crivelli (Milano) |

|                                                           |           |                            |
| Colombo I 10’ Raso 22’ Malaspina 30’ Sodano 44’, 70’ ? ?’ | Marcatori | 35’ Cevenini I 65’ Mariani |

| Arbitro: | A.Gama (Milano) |

|                  |           |                                                               |
| Biassoni 7’, 24’ | Marcatori | 5’, 49’, 55’ (rig.), 80’ Malaspina 30’, 35’, 65’, 70’ Serasso |

| Arbitro: | Crivelli (Milano) |

|                                 |           |                                  |
| Menchetti 32’ Gerola 73’ (aut.) | Marcatori | 30’ (aut.) Lanfritto 67’ Serasso |

| Arbitro: | G.Gama (Milano) |

|  |           |                                               |
|  | Marcatori | p.t.’ (s.t.) Raso p.t.’, s.t.’, s.t.’ Serasso |

#### Girone di ritorno
| Arbitro: | Brambilla (Milano) |

|                    |           |  |
| Malaspina 35’, 77’ | Marcatori |  |

| Milano 2 marzo 1919 7ª giornata | Milan           | 0 – 0 | Legnano | \| Arbitro: \| A.Gama (Milano) \| |
| Arbitro:                        | A.Gama (Milano) |       |         |                                   |

| Arbitro: | Pedroni (Milano) |

|                                                                                      |           |                 |
| ? p.t.’ ? p.t.’ Serasso p.t.’, p.t.’ Raso p.t.’ Sodano p.t.’ ? s.t.’ ? s.t.’ ? s.t.’ | Marcatori | p.t.’ ? s.t.’ ? |

| Arbitro: | Pedroni (Milano) |

|                                         |           |                      |
| Malaspina 22’, 74’, 76’, 84’ Sodano 89’ | Marcatori | 31’ Conti 47’ Agradi |

| Arbitro: | G.Gama (Milano) |

|                                            |           |  |
| Sodano p.t.’ Serasso p.t.’ Malaspina s.t.’ | Marcatori |  |

## Statistiche

### Statistiche di squadra
| Competizione   | Punti | Totale | Totale | Totale | Totale | Totale | Totale | DR  |
| Competizione   | Punti | G      | V      | N      | P      | Gf     | Gs     | DR  |
| -------------- | ----- | ------ | ------ | ------ | ------ | ------ | ------ | --- |
| Coppa Giuriati | 2     | 2      | 1      | 0      | 1      | 5      | 4      | +1  |
| Coppa Biffi    | 5     | 5      | 2      | 1      | 2      | 13     | 10     | +3  |
| Coppa Mauro    | 16    | 10     | 7      | 2      | 1      | 39     | 11     | +28 |

### Statistiche dei giocatori
| Giocatore    | Tornei di guerra | Tornei di guerra |
| Giocatore    | Presenze         | Reti             |
| ------------ | ---------------- | ---------------- |
| L. Barbesino | ?                | ?                |
| Bonansea     | ?                | ?                |
| A. Cameroni  | ?                | ?                |
| Chiappa      | ?                | ?                |
| P. Colombo   | ?                | ?                |
| O. Colombo   | ?                | ?                |
| M. Crespi    | ?                | ?                |
| Genovese     | ?                | ?                |
| A. Gerola    | ?                | ?                |
| Indermühle   | ?                | ?                |
| A. Malaspina | ?                | ?                |
| A. Marcora   | ?                | ?                |
| S. Raso      | ?                | ?                |
| L. Pirovano  | ?                | ?                |
| Rossi I      | ?                | ?                |
| I. Rossi     | ?                | ?                |
| Serasso      | ?                | ?                |
| P. Sodano    | ?                | ?                |